# Nippon Animation
Nippon Animation (日本アニメーション?) è uno studio di animazione giapponese fondato nel giugno 1975. La società ha sede a Koganei (Tokyo), con uffici nel distretto di Ginza e la produzione a Tama, e impiega oltre 100 artisti.
È famosa per la realizzazione di anime come Anna dai capelli rossi e Tom Story, prodotti nell'ambito del franchise denominato World Masterpiece Theater,un franchise che conteneva anime basati su opere della letteratura mondiale. Tra i suoi collaboratori ha avuto anche Hayao Miyazaki ed Isao Takahata.

## Storia
La Nippon Animation ha origine dallo Zuiyo Eizo (anche noto come Zuiyo Enterprise), uno studio di animazione fondato nell'aprile 1969 da Shigeto Takahashi, ex manager della TCJ. Lo studio produsse diverse serie negli anni settanta, tra cui, ben nota in Italia, Heidi, un adattamento dell'omonimo romanzo per bambini di Johanna Spyri. La serie riscosse grande successo in Giappone, e più tardi anche in Europa (il lungometraggio tratto dalla serie TV fu visto anche negli USA in VHS nel 1985), ma malgrado ciò la Zuiyo Eizo si ritrovò in difficoltà finanziarie a causa degli alti costi di produzione delle sue serie, non sufficientemente ripagati dalla cessione dei diritti. Così, nel 1975 la Zuiyo Eizo si scisse in due entità: la Zuiyo, che assorbì sostanzialmente i debiti della precedente società, e la Nippon Animation, nella quale confluì lo staff di produzione della Zuiyo Eizo (inclusi Miyazaki e Takahata).
Ufficialmente la Nippon Animation Co., Ltd. fu fondata nel giugno dello stesso anno dal presidente Koichi Motohashi e trovò subito il successo con le serie L'ape Maia (Mitsubachi Maya no bōken) e Il fedele Patrash (Furandāsu no inu), entrambe importate anche in Italia. Altro grande successo fu la serie Conan il ragazzo del futuro (Mirai shōnen Conan), commissionata dalla TV di Stato, la NHK, e diretta nel 1978 da Hayao Miyazaki, il quale tuttavia lasciò la Nippon Animation l'anno seguente nel mezzo della produzione di Anna dai capelli rossi (Akage no Anne) per realizzare il lungometraggio tratto da Lupin III, Il castello di Cagliostro.

## Lista parziale delle produzioni animate
| Anno      | Titolo originale                                    | Titolo italiano                      | Titolo inglese                             | Episodi           |
| --------- | --------------------------------------------------- | ------------------------------------ | ------------------------------------------ | ----------------- |
| 1974-1975 | Chiisana Viking Vikke                               | Vicky il vichingo                    | Vicky the Viking                           | 78 (53-78)        |
| 1975      | Furandasu no inu                                    | Il fedele Patrash                    | A Dog of Flanders                          | 52 (21-23, 27-52) |
| 1975-1976 | Mitsubachi Maya no bōken                            | L'ape Maia                           | Maya the Honey Bee                         | 52 (7-52)         |
| 1975-1976 | Arabian Naitsu: Shinbaddo no bōken                  | Shirab il ragazzo di Bagdad          | Sinbad the Sailor                          | 52                |
| 1975-1976 | Sōgen no shōjo Laura                                | Laura                                | Laura, a little girl on the prairie        | 26                |
| 1976      | Haha o tazunete sanzen ri                           | Marco                                | From the Apennines to the Andes            | 52                |
| 1976-1977 | Pikorīno no bōken                                   | Pinocchio                            | The Adventures of Pinocchio                | 52                |
| 1976-1977 | Blocker gundan IV Machine Blaster                   | Astro Robot contatto Ypsilon         | Blocker Corps                              | 38                |
| 1976-1977 | Little Lulu to chicchai nakama                      | La piccola Lulù                      | Little Lulu and Her Little Friends         | 26                |
| 1976-1979 | Dokaben                                             | Mr. Baseball                         | Highschool Baseball Ninja                  | 163               |
| 1976      | Araiguma Rascal                                     | Rascal, il mio amico orsetto         | Rascal                                     | 52                |
| 1977      | Ashita e ataku                                      | Mimì e le ragazze della pallavolo    | Attack on Tomorrow                         | 23                |
| 1977      | Chogattai majutsu robot Ginguiser                   | Ginguiser                            | Ginguiser                                  | 26                |
| 1977      | Hyoga senshi Guyslugger                             | Guyslugger                           | Guyslugger                                 | 20                |
| 1977      | Kuma no ko Jacky                                    | Jacky, l'orso del monte Tallac       | Monarch: The Big Bear of Tallac            | 26                |
| 1977-1978 | Ore wa Teppei                                       | Io sono Teppei                       | Teppei                                     | 28                |
| 1977-1978 | Wakakusa no Charlotte                               | Charlotte                            | Charlotte                                  | 30                |
| 1977-1978 | Jōo heika no Petite Angie                           | Angie Girl                           | Angie Girl                                 | 26                |
| 1977-1979 | Yakukyō no uta                                      | Pat, la ragazza del baseball         | Song of Baseball Enthusiasts               | 50                |
| 1978      | Perīnu monogatari                                   | Peline Story                         | The Perrine Story                          | 53                |
| 1978      | Mirai shōnen Conan                                  | Conan il ragazzo del futuro          | Future Boy Conan                           | 26                |
| 1978-1982 | Ikkyu-san                                           | Ikkyusan, il piccolo bonzo           | –                                          | 26                |
| 1978-1979 | Haikara-san ga tōru                                 | Mademoiselle Anne                    | Smart-San                                  | 42                |
| 1978      | Daisetsusan no Yūsha Kibaō                          | inedito                              | King Fang                                  | 1                 |
| 1979      | Akage no An                                         | Anna dai capelli rossi               | Anne of Green Gables                       | 50                |
| 1979      | Ganbare! Bokura no Hit and Run                      | inedito                              | Hit and Run                                | 1                 |
| 1979      | Risu no Banner                                      | Lo scoiattolo Banner                 | Bannertail: The Story of Gray Squirrel     | 26                |
| 1979      | Maegami Tarō                                        | inedito                              | –                                          | 1                 |
| 1979      | Tondemo nezumi daikatsuyaku: Manxmouse              | inedito                              | The Legend of Manxmouse                    | 1                 |
| 1979      | Anne no nikki: Anne Frank monogatari                | inedito                              | Anne's Diary: The Story of Anne Frank      | 1                 |
| 1979-1980 | Koguma no Misha                                     | L'orsetto Misha                      | Misha                                      | 26                |
| 1980      | Tomu Sōyā no bōken                                  | Tom Story                            | The Adventures of Tom Sawyer               | 49                |
| 1980      | Nodoka Mori no dobutsu daisakusen                   | inedito                              | Peter of Placid Forest; Back to the Forest | 1                 |
| 1980-1982 | Tsurikichi Sanpei                                   | Sampei                               | Fisherman Sanpei                           | 109               |
| 1981      | Kazoku Robinson hyōryūki fushigi na shima no Furōne | Flo la piccola Robinson              | Flone on the Marvelous Island              | 50                |
| 1981      | Ai no gakko Cuore monogatari                        | Cuore                                | Cuore                                      | 26                |
| 1981-1982 | Wanwan sanjushi                                     | D'Artacan                            | The Three Musketeers                       | 26                |
| 1982      | Minami no niji no Rūshī                             | Lucy May                             | Southern Rainbow                           | 50                |
| 1982-1983 | Shin mitsubachi Māya no bōken                       | L'ape Maia                           | The New Adventures of Maya the Honey Bee   | 52                |
| 1983      | Watashi no Annetto                                  | Sui monti con Annette                | The Alps Story: My Annette                 | 48                |
| 1983      | Mīmu iro iro yume no tabi                           | inedito                              | The Many Dream Journeys of Meme            | 127               |
| 1983-1984 | Fushigi no kuni no Arisu                            | Alice nel Paese delle Meraviglie     | Alice's Adventures in Wonderland           | 52                |
| 1983      | Manga Aesop monogatari                              | Le favole di Esopo                   | Aesop's Fables                             | 52                |
| 1984      | Makiba no shōjo Katori                              | Le avventure della dolce Kati        | Katri, The Cow Girl                        | 49                |
| 1984      | Chōjin Rokku                                        | inedito                              | Locke the Superman                         | 1                 |
| 1984      | Fushigina Koara Burinkī                             | inedito                              | The Wondrous Koala Blinky                  | 26                |
| 1985      | Shōkōjo Sēra                                        | Lovely Sara                          | A Little Princess Sara                     | 46                |
| 1985      | Uchūsen Sagittarius                                 | inedito                              | Spaceship Sagittarius                      | 77                |
| 1986      | Ai Shōjo Pollyanna Monogatari                       | Pollyanna                            | Pollyanna Story                            | 51                |
| 1986      | Hey! Bunbū                                          | inedito                              | Bumpty Boo                                 | 130               |
| 1986      | Sango-shō Densetsu: Aoi Umi no Erufii               | inedito                              | Coral Reef Legend: Elfie of the Blue Sea   | 1                 |
| 1986      | Seishun Anime Zenshu                                | inedito                              | Animated Classics of Japanese Literature   | 35                |
| 1987      | Ai no Wakakusa Monogatari                           | Una per tutte, tutte per una         | Little Women                               | 48                |
| 1987      | Hitomi no naka no shōnen: 15 Jūgo shōnen hyōryūki   | inedito                              | The Story of Fifteen Boys                  | 1                 |
| 1987-1988 | Grimm Meisaku Gekijou                               | Le fiabe son fantasia                | Grimm's Fairy Tales                        | 24                |
| 1988      | Shoukoushi Cedie                                    | Piccolo Lord                         | Little Lord Fauntleroy                     | 43                |
| 1988-1989 | Yume Miru Toppo Jijo                                | Bentornato Topo Gigio                | –                                          | 34                |
| 1988-1989 | Shin Grimm Meisaku Gekijou                          | Le fiabe son fantasia                | New Grimm's Fairy Tales                    | 23                |
| 1989      | Peter Pan no bōken                                  | Peter Pan                            | Peter Pan and Wendy                        | 41                |
| 1989      | Shin Captain Tsubasa                                | –                                    | –                                          | 13                |
| 1989-1990 | Jungle Book Shōnen Mowgli                           | Il libro della giungla               | –                                          | 52                |
| 1990      | Watashi no Ashinaga Ojisan                          | Papà Gambalunga                      | Daddy-Long-Legs                            | 40                |
| 1990      | Chibi Maruko-chan                                   | inedito                              | –                                          | 142               |
| 1990      | Pygmalio                                            | inedito                              | –                                          | 39                |
| 1991      | Trapp ikka monogatari                               | Cantiamo insieme                     | Trapp Family Story                         | 40                |
| 1991-1992 | Moero! Top Striker                                  | A tutto goal                         | –                                          | 49                |
| 1991-1992 | Bōkensha                                            | Cristoforo Colombo                   | Christopher Columbus                       | 26                |
| 1992      | Daisougen no Chiisana Tenshi Bush Baby              | Le voci della savana                 | The Bush Baby                              | 40                |
| 1992      | Mikan Enikki                                        | inedito                              | Mikan's Picture Diary                      | 31                |
| 1992      | Nangoku Shounen Papuwa-kun                          | inedito                              | Papuwa-kun                                 | 42                |
| 1992      | Tottoi                                              | inedito                              | The Secret of the Seal                     | 1                 |
| 1993      | Wakakusa monogatari Nan to Jō sensei                | Una classe di monelli per Jo         | Little Women 2                             | 40                |
| 1993      | Heisei Inu Monogatari Bow                           | inedito                              | Bow: Modern Dog Tales                      | 40                |
| 1993      | Mukamuka Paradise                                   | inedito                              |                                            | 51                |
| 1993      | Doragon Rīgu                                        | La coppa dei dragoni                 | Dragon League                              | 39                |
| 1994      | Nanatsu no umi no Tiko                              | Un oceano di avventure               | Tico and Friends                           | 39                |
| 1994-1995 | Ai to Yuki no Pig Girl Tonde Būrin                  | Super Pig                            | Super Pig                                  | 51                |
| 1994-1995 | Captain Tsubasa J                                   | –                                    | –                                          | 47                |
| 1994-1995 | Mahōjin Guru Guru                                   | Guru Guru - Il girotondo della magia | Magical Circle Guruguru                    | 45                |
| 1994      | Yamato Takeru                                       | inedito                              | –                                          | 37                |
| 1995      | Romeo no aoi sora                                   | Spicchi di cielo tra baffi di fumo   | Romeo and the Black Brothers               | 33                |
| 1995      | Mama wa Poyopoyo-Saurus ga Osuki                    | inedito                              | Mama Loves the Poyopoyo-Saurus             | 52                |
| 1996      | Meiken Lassie                                       | inedito                              | –                                          | 26                |
| 1996-1997 | Ie naki ko Remi                                     | Remy la bambina senza famiglia       | Remi, Nobody's Girl                        | 26                |
| 1996      | Mahoujin Guru Guru                                  | inedito                              | –                                          | 1                 |
| 1997      | The Dog of Flanders                                 | inedito                              | The Dog of Flanders                        | 1                 |
| 1997-1998 | Chūka Ichiban!                                      | inedito                              | Cooking Master Boy                         | 52                |
| 1997      | Grander Musashi                                     | inedito                              | –                                          | 25                |
| 1997      | Sakura Momoko Gekijo: Koji-Koji                     | inedito                              | Coji-Coji                                  | 100               |
| 1997      | Mizuiro jidai                                       | Temi d'amore fra i banchi di scuola  | –                                          | 47                |
| 1998      | Hanasaka Tenshi Ten-Ten-kun                         | inedito                              | –                                          | 43                |
| 1998      | Hatsumei Boy Kanipan                                | inedito                              | Inventor Boy Kanipan                       | 31                |
| 1999      | Marco: Haha o tazunete sanzen ri                    | inedito                              | Marco: From the Appennines to the Andes    | 1                 |
| 1999      | Mirai Shonen Conan II: Taiga Daiboken               | inedito                              | Taiga Adventure                            | 24                |
| 1999      | Bikkuriman 2000                                     | inedito                              | –                                          | 68                |
| 1999      | Korekutā Yui                                        | Yui ragazza virtuale                 | Corrector Yui                              | 52                |
| 1999      | Hantā × Hantā                                       | Hunter × Hunter                      | Hunter × Hunter                            | 62                |
| 2000      | Doki Doki Densetsu Mahōjin Guru Guru                | Guru Guru - Batticuore della magia   | Mahoujin Guru Guru II                      | 38                |
| 2000      | Maruserīno                                          | Marcellino pane e vino               | –                                          | 26                |
| 2001-2004 | Cosmic Baton Girl Comet-san                         | Gira il mondo principessa stellare   | Princess Comet                             | 43                |
| 2001-2002 | Dennō bōkenki Webudaibā                             | Webdiver                             | Webdiver                                   | 52                |
| 2002-2003 | Hangurī Hāto: Wild Striker                          | La squadra del cuore                 | Hungry Heart: Wild Striker                 | 52                |
| 2003      | Papuwa                                              | inedito                              | –                                          | 26                |
| 2004      | Soreike! Zukkoke Sanningumi                         | inedito                              | –                                          | 26                |
| 2004      | Fantastic Children                                  | inedito                              | –                                          | 26                |
| 2006      | Yamato Nadeshiko shichi henge                       | inedito                              | Perfect Girl Evolution                     | 25                |
| 2007      | Re Mizeraburu: Shōjo Kozetto                        | Il cuore di Cosette                  | –                                          | 52                |
| 2007      | Miyori no mori                                      | inedito                              | –                                          | 1                 |
| 2008      | Porufi no nagai tabi                                | Il lungo viaggio di Porfi            | –                                          | 52                |
| 2009      | Konnichiwa Anne                                     | Sorridi, piccola Anna                | –                                          | 39                |
| 2010      | Akage no Anne: Green Gables e no Michi              | inedito                              | Anne of Green Gables: Road to Green Gable  | 1                 |
| 2010      | Mahō tsukai Haley no speed story                    | Il fantastico viaggio di Haley       | –                                          | 1                 |
| 2014      | Chou Zenmairobo: Patrasch                           | inedito                              | Chou Zenmairobo: Patrasch                  | 13                |
| 2015      | Sinbad                                              | inedito                              | Sinbad                                     | 3                 |